# Laan 23
Laan 23 is een villa in de Noord-Hollandse plaats Schagen. De woning werd in 1907 opgeleverd voor graanhandelaar Meurs. De architect was de Schager Josephus Regnerus Vlaming. Hij ontwierp de woning in een trant van de art nouveau, met een toren aan de rechterzijde, waardoor het gebouw asymmetrisch is. De woning staat aan de oostzijde van de Laan, met de voorgevel aan de westzijde van het gebouw. Het gebouw is op 15 januari 1996 als rijksmonument ingeschreven in het Monumentenregister. De aanwijzing werd gedaan vanwege de waarde voor de vroeg 20e-eeuwse villa-architectuur en vanwege de prominente stedenbouwkundige situering.

## Exterieur
Het gebouw heeft door de diverse uitbouwen een onregelmatige plattegrond. Een van de uitbouwen is de achthoekige erkertoren aan de rechterzijde van de voorgevel. Het dak van de toren is gedekt met zink, het heeft eveneens een lantaarn, waarboven een ui met daarop een smeedijzeren windvaan. Rondom zijn de gevels gepleisterd. Constructieve details in de gevels, waaronder de hoefijzervormige latei boven de voordeur en een banddecoratie boven de lekdorpels, zijn gemaakt met rode bakstenen. De bakstenen in de lekdorpels, lateien en ontlastingsbogen zijn geglazuurd. Op de toren na, zijn alle dakvlakken gedekt met rode tuiles du Nord. Het dak is samengesteld uit een zadeldak, afgeplat schilddak en een platdak. Op de daken staan drie rechthoekige schoorstenen.
Hoewel de voorgevel asymmetrisch is van opzet, is de voordeur wel grofweg in het midden geplaatst. De voordeur bestaat uit een paneeldeur met gebogen glaspanelen en aan weerszijden van de deur glas-in-lood zijlichten. Links van de hoofdingang is een driezijdige erker geplaatst met daarin stolpramen en glas-in-loodbovenlichten. Bovenop de erker is een balkon geplaatst. Aan de rechterzijde van de voordeur bevindt zich een blinde muur met daarnaast de toren. De toren is hier driezijdig, met in elke kant een raam met glas-in-loodbovenlicht.
De linkerzijgevel is vrijwel geheel blind. Alleen aan de rechterzijde van de gevel (bij de voorgevel) zijn twee schuiframen geplaatst. Beide hebben een door middel van roeden in zes ruiten opgedeeld glas-in-lood bovenlicht. In de geveltop is een rond vierruits venster geplaatst.

## Interieur
Van het oorspronkelijke interieur zijn nog onderdelen bewaard gebleven, waaronder de stucplafonds in de kamers. De serre en schuur bevinden zich aan de achterzijde van de woning, onder een afgeplat schilddak en gedeeltelijk onder een plat dak. In de serre zijn meerdere stijlelementen uit de art nouveau toegepast, waaronder een gebogen hoekvenster in een afgeronde hoek en bovenlichten met glas-in-lood.
De keuken bevindt zich eveneens onder het platte dak. De keuken ontvangt daglicht door twee vensters met zesruits bovenlichten. 